# Europamästerskapet i handboll för damer 2002
Europamästerskapet i handboll för damer 2002 spelades i Farum, Helsinge och Århus i Danmark mellan den 6 och 15 december 2002 och var den femte EM-turneringen som avgjordes för damer.
Danmark blev europamästare efter finalseger mot Norge med 25-22 medan Frankrike tog bronset efter seger mot Ryssland med 27-22.

## Deltagande lag
| Grupp A     | Grupp B       | Grupp C  | Grupp D   |
| ----------- | ------------- | -------- | --------- |
| Jugoslavien | Danmark       | Norge    | Slovenien |
| Rumänien    | Frankrike     | Ryssland | Tjeckien  |
| Sverige     | Nederländerna | Spanien  | Ungern    |
| Österrike   | Ukraina       | Tyskland | Belarus   |

## Gruppspel

### Grupp A
Not: S = Spelade matcher, V = Vinster, O = Oavgjorda matcher, F = Förluster, GM = Gjorda mål, IM = Insläppta mål, MS = Målskillnad, P = Poäng
| Lag         | S | V | O | F | GM | IM | MS  | P |
| ----------- | - | - | - | - | -- | -- | --- | - |
| Jugoslavien | 3 | 3 | 0 | 0 | 93 | 76 | +17 | 6 |
| Rumänien    | 3 | 2 | 0 | 1 | 82 | 78 | +4  | 4 |
| Österrike   | 3 | 1 | 0 | 2 | 77 | 83 | −6  | 2 |
| Sverige     | 3 | 0 | 0 | 3 | 79 | 94 | −15 | 0 |

| Datum      | Spelplats |             |             | Resultat | Typ av match |
| ---------- | --------- | ----------- | ----------- | -------- | ------------ |
| 6 december | Helsinge  | Rumänien    | Österrike   | 27 – 21  | Gruppspel    |
| 6 december | Helsinge  | Jugoslavien | Sverige     | 31 – 28  | Gruppspel    |
| 7 december | Helsinge  | Sverige     | Rumänien    | 25 – 30  | Gruppspel    |
| 7 december | Helsinge  | Österrike   | Jugoslavien | 23 – 30  | Gruppspel    |
| 8 december | Helsinge  | Rumänien    | Jugoslavien | 25 – 32  | Gruppspel    |
| 8 december | Helsinge  | Österrike   | Sverige     | 33 – 26  | Gruppspel    |

### Grupp B
Not: S = Spelade matcher, V = Vinster, O = Oavgjorda matcher, F = Förluster, GM = Gjorda mål, IM = Insläppta mål, MS = Målskillnad, P = Poäng
| Lag           | S | V | O | F | GM | IM | MS  | P |
| ------------- | - | - | - | - | -- | -- | --- | - |
| Danmark       | 3 | 3 | 0 | 0 | 74 | 63 | +11 | 6 |
| Frankrike     | 3 | 2 | 0 | 1 | 66 | 65 | +1  | 4 |
| Ukraina       | 3 | 1 | 0 | 2 | 72 | 77 | −5  | 2 |
| Nederländerna | 3 | 0 | 0 | 3 | 73 | 80 | −7  | 0 |

| Datum      | Spelplats |               |               | Resultat | Typ av match |
| ---------- | --------- | ------------- | ------------- | -------- | ------------ |
| 6 december | Århus     | Frankrike     | Nederländerna | 25 – 24  | Gruppspel    |
| 6 december | Århus     | Ukraina       | Danmark       | 23 – 27  | Gruppspel    |
| 7 december | Århus     | Danmark       | Frankrike     | 20 – 17  | Gruppspel    |
| 7 december | Århus     | Nederländerna | Ukraina       | 26 – 28  | Gruppspel    |
| 8 december | Århus     | Ukraina       | Frankrike     | 21 – 24  | Gruppspel    |
| 8 december | Århus     | Danmark       | Nederländerna | 27 – 23  | Gruppspel    |

### Grupp C
Not: S = Spelade matcher, V = Vinster, O = Oavgjorda matcher, F = Förluster, GM = Gjorda mål, IM = Insläppta mål, MS = Målskillnad, P = Poäng
| Lag      | S | V | O | F | GM | IM | MS  | P |
| -------- | - | - | - | - | -- | -- | --- | - |
| Norge    | 3 | 2 | 1 | 0 | 75 | 61 | +14 | 5 |
| Ryssland | 3 | 1 | 1 | 1 | 67 | 70 | −3  | 3 |
| Tyskland | 3 | 1 | 0 | 2 | 71 | 78 | −7  | 2 |
| Spanien  | 3 | 0 | 2 | 1 | 76 | 80 | −4  | 2 |

| Inbördes möten avgör placering när två lag hamnar på samma poäng. |

| Datum      | Spelplats |          |          | Resultat | Typ av match |
| ---------- | --------- | -------- | -------- | -------- | ------------ |
| 6 december | Farum     | Ryssland | Tyskland | 25 – 22  | Gruppspel    |
| 6 december | Farum     | Norge    | Spanien  | 25 – 25  | Gruppspel    |
| 7 december | Farum     | Tyskland | Norge    | 18 – 26  | Gruppspel    |
| 7 december | Farum     | Spanien  | Ryssland | 24 – 24  | Gruppspel    |
| 8 december | Farum     | Tyskland | Spanien  | 31 – 27  | Gruppspel    |
| 8 december | Farum     | Ryssland | Norge    | 18 – 24  | Gruppspel    |

### Grupp D
Not: S = Spelade matcher, V = Vinster, O = Oavgjorda matcher, F = Förluster, GM = Gjorda mål, IM = Insläppta mål, MS = Målskillnad, P = Poäng
| Lag       | S | V | O | F | GM | IM | MS  | P |
| --------- | - | - | - | - | -- | -- | --- | - |
| Ungern    | 3 | 3 | 0 | 0 | 98 | 77 | +21 | 6 |
| Tjeckien  | 3 | 2 | 0 | 1 | 76 | 72 | +4  | 4 |
| Slovenien | 3 | 1 | 0 | 2 | 75 | 79 | −4  | 2 |
| Belarus   | 3 | 0 | 0 | 3 | 65 | 86 | −21 | 0 |

| Datum      | Spelplats |             |             | Resultat | Typ av match |
| ---------- | --------- | ----------- | ----------- | -------- | ------------ |
| 6 december | Århus     | Tjeckien    | Slovenien   | 25 – 20  | Gruppspel    |
| 6 december | Århus     | Ungern      | Vitryssland | 34 – 23  | Gruppspel    |
| 7 december | Århus     | Vitryssland | Tjeckien    | 19 – 25  | Gruppspel    |
| 7 december | Århus     | Slovenien   | Ungern      | 28 – 31  | Gruppspel    |
| 8 december | Århus     | Vitryssland | Slovenien   | 23 – 27  | Gruppspel    |
| 8 december | Århus     | Ungern      | Tjeckien    | 33 – 26  | Gruppspel    |

## Mellanrundan

### Grupp 1
Not: S = Spelade matcher, V = Vinster, O = Oavgjorda matcher, F = Förluster, GM = Gjorda mål, IM = Insläppta mål, MS = Målskillnad, P = Poäng
| Lag         | S | V | O | F | GM  | IM  | MS  | P  |
| ----------- | - | - | - | - | --- | --- | --- | -- |
| Danmark     | 5 | 5 | 0 | 0 | 126 | 108 | +18 | 10 |
| Frankrike   | 5 | 3 | 0 | 2 | 121 | 124 | −3  | 6  |
| Jugoslavien | 5 | 3 | 0 | 2 | 153 | 129 | +24 | 6  |
| Rumänien    | 5 | 2 | 0 | 3 | 120 | 124 | −4  | 4  |
| Österrike   | 5 | 2 | 0 | 3 | 126 | 124 | +2  | 4  |
| Ukraina     | 5 | 0 | 0 | 5 | 104 | 141 | −37 | 0  |

| Inbördes möten avgör placering när två lag hamnar på samma poäng. |

| Datum       | Spelplats |             |           | Resultat | Typ av match |
| ----------- | --------- | ----------- | --------- | -------- | ------------ |
| 10 december | Århus     | Österrike   | Ukraina   | 32 – 19  | Mellanrundan |
| 10 december | Århus     | Jugoslavien | Frankrike | 27 – 29  | Mellanrundan |
| 10 december | Århus     | Danmark     | Rumänien  | 25 – 23  | Mellanrundan |
| 11 december | Århus     | Danmark     | Österrike | 26 – 20  | Mellanrundan |
| 11 december | Århus     | Jugoslavien | Ukraina   | 39 – 24  | Mellanrundan |
| 11 december | Århus     | Rumänien    | Frankrike | 26 – 29  | Mellanrundan |
| 12 december | Århus     | Ukraina     | Rumänien  | 17 – 19  | Mellanrundan |
| 12 december | Århus     | Frankrike   | Österrike | 22 – 30  | Mellanrundan |
| 12 december | Århus     | Jugoslavien | Danmark   | 25 – 28  | Mellanrundan |

### Grupp 2
Not: S = Spelade matcher, V = Vinster, O = Oavgjorda matcher, F = Förluster, GM = Gjorda mål, IM = Insläppta mål, MS = Målskillnad, P = Poäng
| Lag       | S | V | O | F | GM  | IM  | MS  | P  |
| --------- | - | - | - | - | --- | --- | --- | -- |
| Norge     | 5 | 5 | 0 | 0 | 135 | 103 | +32 | 10 |
| Ryssland  | 5 | 4 | 0 | 1 | 138 | 116 | +22 | 8  |
| Ungern    | 5 | 3 | 0 | 2 | 146 | 142 | +4  | 6  |
| Tjeckien  | 5 | 2 | 0 | 3 | 120 | 129 | −9  | 4  |
| Slovenien | 5 | 1 | 0 | 4 | 124 | 143 | −19 | 2  |
| Tyskland  | 5 | 0 | 0 | 5 | 111 | 141 | −30 | 0  |

| Datum       | Spelplats |           |           | Resultat | Typ av match |
| ----------- | --------- | --------- | --------- | -------- | ------------ |
| 10 december | Farum     | Tyskland  | Slovenien | 26 – 30  | Mellanrundan |
| 10 december | Farum     | Norge     | Tjeckien  | 27 – 20  | Mellanrundan |
| 10 december | Farum     | Ungern    | Ryssland  | 29 – 39  | Mellanrundan |
| 11 december | Farum     | Ungern    | Tyskland  | 30 – 25  | Mellanrundan |
| 11 december | Farum     | Norge     | Slovenien | 34 – 24  | Mellanrundan |
| 11 december | Farum     | Ryssland  | Tjeckien  | 29 – 19  | Mellanrundan |
| 12 december | Farum     | Tjeckien  | Tyskland  | 30 – 20  | Mellanrundan |
| 12 december | Farum     | Slovenien | Ryssland  | 22 – 27  | Mellanrundan |
| 12 december | Farum     | Norge     | Ungern    | 24 – 23  | Mellanrundan |

## Placeringsmatcher

### Match om 7:e plats
| Lördag 14 december 2002 kl: 12:00 | Rumänien | 19 – 17 | Tjeckien | Århus Publik: 854 Domare: Pineiro & Villanueva, ESP |
| Lördag 14 december 2002 kl: 12:00 |          |         |          | Århus Publik: 854 Domare: Pineiro & Villanueva, ESP |

### Match om 5:e plats
| Söndag 15 december 2002 kl: 12:00 | Jugoslavien | 39 – 43 | Ungern | Århus Publik: 1.500 Domare: Laursen & Nielsen, DEN |
| Söndag 15 december 2002 kl: 12:00 |             |         |        | Århus Publik: 1.500 Domare: Laursen & Nielsen, DEN |

## Slutspel

### Semifinaler
| Lördag 14 december 2002 kl: 14:30 | Frankrike | 16 – 21 | Norge | Århus Publik: 4.000 Domare: Migas & Bavas, GRE |
| Lördag 14 december 2002 kl: 14:30 |           |         |       | Århus Publik: 4.000 Domare: Migas & Bavas, GRE |

| Lördag 14 december 2002 kl: 17:00 | Danmark | 22 – 18 | Ryssland | Århus Publik: 4.200 Domare: Kekes & Kekes, HUN |
| Lördag 14 december 2002 kl: 17:00 |         |         |          | Århus Publik: 4.200 Domare: Kekes & Kekes, HUN |

### Bronsmatch
| Söndag 15 december 2002 kl: 14:30 | Ryssland | 22 – 27 | Frankrike | Århus Publik: ?? Domare: Marić & Gardinovacki, SRB |
| Söndag 15 december 2002 kl: 14:30 |          |         |           | Århus Publik: ?? Domare: Marić & Gardinovacki, SRB |

### Final
| Söndag 15 december 2002 kl: 17:00 | Danmark | 25 – 22 (13–11) | Norge | Århus Publik: 4.200 Domare: Rančík & Beno, SVK |
| Söndag 15 december 2002 kl: 17:00 |         |                 |       | Århus Publik: 4.200 Domare: Rančík & Beno, SVK |

| Europamästare: Danmark (tredje titeln) |

## Slutplaceringar
| 1  | Danmark       |
| 2  | Norge         |
| 3  | Frankrike     |
| 4  | Ryssland      |
| 5  | Ungern        |
| 6  | Jugoslavien   |
| 7  | Rumänien      |
| 8  | Tjeckien      |
| 9  | Österrike     |
| 10 | Slovenien     |
| 11 | Tyskland      |
| 12 | Ukraina       |
| 13 | Spanien       |
| 14 | Nederländerna |
| 15 | Sverige       |
| 16 | Belarus       |